# 麥克比恩 (喬治亞州)
麥克比恩（英語：McBean）是位於美國喬治亞州里奇蒙縣的一個非建制地區。該地的面積和人口皆未知。

## 地理
麥克比恩的座標為33°14′37″N 81°57′02″W / 33.24361°N 81.95056°W，而該地的平均海拔高度為41米（即135英尺）。